# Государственный промысловый налог
Государственный промысловый налог — комплекс прямых окладных и неокладных налогов Российской империи на торгово-промышленную деятельность, введенный в 1898 году.

## Введение налога
Налоговое обложение торгово-промышленной деятельности в России имеет давнюю историю. Начиная с XVII века вводились различные бессистемные сборы с разного рода промыслов. В 1775 году Екатерина II, отменив все эти сборы, установила гильдейские сборы с купеческого сословия, в размере 1 % от объявленного капитала. С 1812 года право торговли было предоставлено также крестьянам, при условии оплаты («выборки») особых свидетельств, разделенных на 4 разряда. В 1824 году, по инициативе Е. Ф. Канкрина, было издано «Дополнительное постановление об устройстве гильдий и о торговле прочих состояний». При этом гильдейские сборы из процентных превратились в фиксированные, а выборка свидетельств была разрешена мещанам и приказчикам.
В начале эпохи Александра II порядок обложения существенно изменился, в 1863 году было издано «Положение о пошлинах за право торговли и других промыслов», в сильно измененном виде повторно изданное в 1865 году. Обложению были подвергнуты не только торговые, но и промышленные предприятия. Основной идеей Положения было разделение всех заведений на разряды (по множеству признаков) и присвоение к каждому разряду фиксированного оклада налога.
Невысокий уровень обложения наводил правительство на идею увеличения налоговой нагрузки. В 1885 году был введен дополнительный 3-процентный сбор на товарищества по участкам, а также дополнительный раскладочный сбор на гильдейские торговые и промышленные заведения. В 1889 году дополнительный раскладочный сбор был распространен и на негильдейские предприятия. В 1892 году дополнительный сбор с акционерных предприятий был повышен с 3 до 5 %, а раскладочный сбор с гильдейских предприятий был увеличен на 25 %.
Сложившаяся налоговая система имела бессвязный и несистематический характер, а тяжесть налогообложения была мало сообразована с возможностями налогоплательщиков. Министерство финансов (министр С. Ю. Витте) решило разработать новую систему налогообложения торгово-промышленной деятельности; проект нового Положения о государственном промысловом налоге был обсужден Государственным Советом и Высочайше утверждено 8 июня 1898 года. Положение начало действовать с 1899 года.

## Условия обложения налогом.[3]
Обложению налогом подлежали любого рода торговые (в том числе, кредитные и страховые) и промышленные предприятия, личные промысловые занятия (в современных терминах — индивидуальная предпринимательская деятельность). Российское законодательство не было знакомо с понятием услуг, но предприятия сферы услуг подразумевались в составе торговых предприятий.
Был предусмотрен значительный список видов деятельности, не подлежащей обложению.
- Предприятия, не преследующие исключительно коммерческих целей:

государственные кредитные учреждения, учреждения мелкого кредита и взаимного страхования; пенсионные, ссудо-сберегательные и т. п. кассы при предприятиях и учреждениях;
предприятия казенные, содержимые исключительно для казенных надобностей; предприятия, содержимые Кабинетом Его Императорского Величества и Ведомством Императрицы Марии;
содержимые Духовным Ведомством заведения для приготовления и продажи потребных для богослужения предметов и для печатания и продажи учебных и духовно-нравственных книг и пособий;
предприятия, содержимые, без отдачи их в аренду земскими, городскими и сословными учреждениями, в видах общественного благоустройства (освещение, водоснабжение и т. п.), общественного здравия, вспомоществования народному продовольствию (народные чайные, столовые и т. д.) и улучшения сельского хозяйства и развития кустарных промыслов, и т. д;
- Предприятия, служащие для благотворительных целей, народного образования и здравия (учебные и лечебные заведения, библиотеки, читальни, общеобразовательные музеи, издательства, книжная торговля вне городов, театры, цирки и т. п.), даже если эти заведения имеют коммерческую цель;
- Предприятия, освобождаемые от налога в целях покровительства сельскому хозяйству, кустарным промыслам, ремеслам и мелким горным промыслам:

все виды предприятий, служащих для сельскохозяйственной первичной обработки продуктов сельского хозяйства и собственного лесного хозяйства и сельскохозяйственные заведения, расположенные вне городских поселений, в пределах исключительно собственных или арендуемых имений и земель, и служащие для переработки продуктов собственного и частью местного сельского и лесного хозяйства (заводы кирпичные, черепичные, гончарные, известеобжигательные, крахмальные; лесопильни; мельницы; маслобойни и т. п.);
предприятия по добыче серебра;
- Предприятия, освобождаемые от налога в целях покровительства мелкому предпринимательству:

любая торговля вразнос;
вся торговля на ярмарках продолжительностью не более 14 дней; торговля предприятий 3-5 разряда — на всех ярмарках;
подряды и поставки на сумму не свыше 500 рублей;
всякого рода товарищества и артели с капиталом не более 10000 рублей и количеством наемных работников не более 4;
- Судостроительные верфи;
- Железные дороги, кроме городских и пригородных.

Налогообложению подлежали и определенные виды личных промысловых занятий. Налогом облагались: директора и члены правлений акционерных обществ, таможенные брокеры, биржевые маклеры и нотариусы, приказчики и коммивояжёры.
Сельскохозяйственная деятельность крестьян российским законодательством не включалась в состав торгово-промышленной деятельности и данным Положением по умолчанию не рассматривалась

## Структура налога и налоговые ставки[3]
Государственный промысловый налог имел сложную структуру. Он состоял из двух налогов: основного и дополнительного.
Основной налог был окладным (то есть твердая сумма налога для каждого налогоплательщика определялась предварительно) и собирался путём оплаты («выборки») промысловых свидетельств торгово-промышленными заведениями. К основному налогу относился также и сбор с личных промысловых занятий.
Дополнительный налог, состоял, в свою очередь, из нескольких налогов: налога с капитала для предприятий, обязанных публичной отчетностью; процентного сбора с прибыли для предприятий, обязанных публичной отчетностью; раскладочного сбора с предприятий, не обязанных публичной отчетностью (раскладочный сбор — окладный налог, для которого определялась общая фиксированная сумма для всего государства, которая затем разделялась на налогоплательщиков пропорционально заявленной ими прогнозируемой прибыли); дополнительного процентного сбора с прибыли с предприятий, не обязанных публичной отчетностью.
В добровольном порядке можно было получить гильдейское свидетельство, уплатив особый сбор, также входивший в состав налога.
К налогу примыкали особые сборы с торговли и промышленности.

### Основной промысловый налог
Промысловые свидетельства выбирались на каждое отдельное торгово-промышленное заведение (понимавшееся как обособленный комплекс помещений или зданий), на каждый отдельный промысел и на каждое отдельное судно. Каждый отдельный подряд и поставка также требовали выборки свидетельства, что не относилось к договорам торговых и промышленных заведений, уже имеющих свидетельство.
Все предприятия разделялись на разряды (до 8 разрядов), а местности в которых они находились — на классы (столицы + 4 класса местностей). Для каждого разряда предприятий в каждом классе местностей закон устанавливал особый оклад налога.

#### Торговые предприятия по разрядам
Торговые предприятия разделялись на 4 разряда.
- Первый разряд. Оптовые торговые предприятия; экспортеры и импортеры с оборотом более 300.000 рублей; банкирские дома; кредитные и страховые предприятия с капиталом свыше 200.000 рублей; экспедиторские дома и конторы; элеваторы более 500.000 пудов; заведения трактирного промысла с наемной платой свыше 5.000 рублей в год; бани с более чем 10 отдельными номерами; подряды и поставки на сумму свыше 200.000 рублей.

Оклад налога 500 рублей + 30 рублей за дополнительные складские помещения, равный во всех местностях.
- Второй разряд. Розничные торговые предприятия; экспортеры и импортеры с оборотом 50-300.000 рублей; кредитные и страховые предприятия с капиталом 50-200.000 рублей; справочные, посреднические и технические конторы и бюро; перевозочные предприятия; элеваторы менее 500.000 пудов; заведения трактирного промысла с наемной платой 1-5.000 рублей в год; меблированные комнаты; оптовые склады вина; подряды и поставки на сумму 50-200.000 рублей.

Оклад налога 150 рублей в столицах, от 125 до 50 рублей в местностях I—IV классов, 25-10 рублей за дополнительные складские помещения.
- Третий разряд. Мелочные торговые предприятия; экспортеры и импортеры с оборотом 10-50.000 рублей; конторы для найма служащих; биллиардные; табачные лавки; подряды и поставки на сумму 10-50.000 рублей.

Оклад налога 30 рублей в столицах, от 25 до 10 рублей в местностях I—IV классов, 6-2 рубля за дополнительные складские помещения.
- Четвертый разряд. Мелочная торговля без складских помещений и наемного персонала; скупка до 10.000 рублей в год; постоялые и заезжие дворы вне городов; подряды и поставки менее чем на 10.000 рублей.

Оклад налога 12 рублей в столицах, от 10 до 4 рублей в местностях I—IV классов.
- Пятый разряд. Развозной и разносной торг.

Оклад налога 20 рублей на развозной торг, 6 рублей на разносной торг.

#### Промышленные предприятия по разрядам
Промышленные предприятия разделялись на 8 разрядов.
- Первый разряд. Любого рода предприятия с числом рабочих более 1000; бумагопрядильные фабрики, красильные фабрики, металлургические, вагоностроительные, машиностроительные и химические предприятия с числом рабочих более 500.

Оклад налога 1500 рублей, равный во всех местностях.
- Второй разряд. Любого рода предприятия с числом рабочих от 500 до 1000; бумагопрядильные фабрики, красильные фабрики, металлургические, вагоностроительные, машиностроительные и химические предприятия с числом рабочих от 200 до 500.

Оклад налога 1000 рублей, равный во всех местностях.
- Третий разряд. Любого рода предприятия с числом рабочих от 200 до 500; бумагопрядильные фабрики, красильные фабрики, металлургические, вагоностроительные, машиностроительные и химические предприятия с числом рабочих от 100 до 200.

Оклад налога 500 рублей, равный во всех местностях.
- Четвертый разряд. Любого рода предприятия с числом рабочих от 50 до 200; бумагопрядильные фабрики, красильные фабрики, металлургические, вагоностроительные, машиностроительные и химические предприятия с числом рабочих от 50 до 100; ремесленные заведения с числом рабочих более 15 при ручном производстве, более 10 при применении двигателей.

Оклад налога 150 рублей, равный во всех местностях.
- Пятый разряд. Любого рода предприятия с числом рабочих от 15 до 50; ремесленные заведения с числом рабочих от 9 до 15 при ручном производстве, от 7 до 10 при применении двигателей.

Оклад налога 50 рублей, равный во всех местностях.
- Шестой разряд. Прочие заведения с числом рабочих от 9 до 15 при ручном производстве, от 7 до 10 при применении двигателей; артели рабочих, извозный и рыбный промыслы при числе рабочих от 9 до 15.

Оклад налога 30 рублей в столицах, от 25 до 10 рублей в местностях I—IV классов.
- Седьмой разряд. Прочие заведения с числом рабочих от 4 до 9 при ручном производстве, от 4 до 7 при применении двигателей; артели рабочих, извозный и рыбный промыслы при числе рабочих от 4 до 9.

Оклад налога 15 рублей в столицах, от 12 до 5 рублей в местностях I—IV классов.
- Восьмой разряд. Все заведения с числом рабочих от 2 до 4.

Оклад налога 6 рублей в столицах, от 5 до 2 рублей в местностях I—IV классов.

### Сбор с личных промысловых занятий
С доходов директоров и членов правлений предприятий, обязанных публичной отчетностью, с 1908 года собирался процентный сбор по прогрессивной шкале. При доходах до 1000 рублей в год уплачивался 1 % от дохода, далее ставки увеличивались (например, при доходе от 5000 до 10000 рублей сбор составлял 5 %), и при доходах свыше 20000 рублей сбор достигал максимального значения в 7 %.
Таможенные брокеры (экспедиторы), биржевые маклеры и биржевые нотариусы уплачивали от 150 до 75 рублей в год.
Инспекторы и агенты страховых обществ и всякого рода торговые посредники уплачивали от 35 до 10 рублей в год.
Приказчики уплачивали от 35 до 2 рублей в год, в зависимости от разряда торгового заведения и класса местности.
Коммивояжёры уплачивали 50 рублей в год.

### Налог с капитала для предприятий, обязанных публичной отчетностью
Акционерные общества и компании, паевые и иные товарищества по участкам, всякого рода кредитные установления являлись предприятиями, обязанными публичной отчетностью. Они уплачивали налог с капитала, равный 0,15 % от капитала по отчетности.
Из суммы налога вычитались платежи за выборку свидетельств. Таким образом, налог представлял собой доплату к суммам, уплаченным за свидетельства, до уровня 0,15 % от капитала. Если за свидетельство было уплачено больше, налог не уплачивался.

### Процентный сбор с прибыли для предприятий, обязанных публичной отчетностью
Предприятия, обязанные публичной отчетностью, уплачивали процентный сбор с прибыли по прогрессивной шкале. Размер налога зависел от процента прибыли на основной капитал.
Прибыль до 3 % налогом не облагалась, минимальная ставка налога составляла 3 % от прибыли и затем возрастала, при прибыли в размере 9-10 % от основного капитала достигая 6 % прибыли.
Прибыль свыше 10 % на основной капитал облагалась в размере 6 % от прибыли + 5 % от суммы прибыли, превышающей 10 % на основной капитал.

Определение чистой прибыли для целей налогообложения в целом совпадало с современным. Амортизация капитальных строений и судов принималась 5 % в год, все прочих строений и оборудования — 10 % в год. Все расходы на образование пенсионных капиталов, пособия для рабочих, устройство лечебных и учебных заведений, благотворительность вычитались из суммы прибыли полностью и без ограничений.

### Дополнительный раскладочный сбор для предприятий, не обязанных публичной отчетностью
Предприятия, не обязанные публичной отчетностью, не были способны платить процентный сбор с прибыли, так как их отчетность не была представлена в учреждения Министерства финансов и ими утверждена. Для этих предприятий был введен дополнительный раскладочный сбор.
Общая фиксированная сумма раскладочного сбора по Империи устанавливалась законодательно (на каждые три года), после чего она в несколько приемов (по губерниям — по налоговым участкам — по предприятиям) распределялась («раскладывалась») по всем налогоплательщикам, пропорционально вмененной величине их чистой прибыли.

Налогоплательщики самостоятельно определяли прогнозируемую величину чистой прибыли, сообщали её налоговым органам, которые могли либо согласиться с прогнозом налогоплательщика, либо установить для него иной размер вмененной прибыли, руководствуясь собственными данными.
В областях Амурской, Забайкальской, Приморской, Якутской, Акмолинской, Семипалатинской, Турганской, Уральской, Закаспийской, Самаркандской, Семиреченской, Сыр-Дарьинской, Ферганской, Дагестанской, Карсской дополнительный сбор не раскладывался, а собирался в размере 25 % от стоимости выбранных свидетельств.
Дополнительный сбор не уплачивался торговыми предприятиями 3-4 разрядов и промышленными предприятиями 7-8 разрядов, а также предприятия, годовая прибыль которых не превышала 300 рублей в столицах, 250—100 рублей в прочих местностях.
Предприятия, не обязанные публичной отчетностью, по своему желанию могли вести отчетность по той же форме, что и предприятия, обязанные публичной отчетностью, и сдавать её для утверждения налоговым органам. В этом случае они облагались налогом по тем же правилам, что и предприятия, обязанные публичной отчетностью.

### Дополнительный процентный сбор с прибыли для предприятий, не обязанных публичной отчетностью
Если у предприятий, не обязанных публичной отчетностью, размер вмененной прибыли оказывался выше 20-кратной стоимости выбранных свидетельств, то с величины этого превышения уплачивался 5 % дополнительного процентного сбора с прибыли.
Предприятия, не подлежащие обложению дополнительным раскладочным сбором, не платили также и этот сбор.

### Сбор за выдачу гильдейских свидетельств
Выдача гильдейских свидетельств (свидетельств на звание купца первой и второй гильдии) производилась в добровольном порядке. Никаких коммерческих прав звание купца первой и второй гильдии не давало. Важным оно было только для евреев, поскольку после беспрерывного пятилетнего пребывания в первой гильдии в черте оседлости купцы-евреи получали право на повсеместное в Империи жительство. По этой причине, большинство купцов первой гильдии в начале XX века были евреями.
Свидетельство купца первой гильдии выдавалось выбравшим свидетельство на торговое предприятие первого разряда или промышленное предприятие первых трех разрядов, плата за свидетельство составляла 75 рублей.
Свидетельство купца второй выдавалось выбравшим свидетельство на торговое предприятие второго разряда или промышленное предприятие четвёртого или пятого разряда, плата за свидетельство составляла 30 рублей.

### Особые сборы с торговли и промышленности
В отдельных местностях существовали малозначительные дополнительные сборы, приносившие казне очень малые суммы. В Астраханской, Архангельской, Оренбургской губерниях, в Сибири и в Царстве Польском дополнительно собиралось 10-20 % от стоимости выбранных свидетельств; в Царстве Польском — 0.3-0.5 % от стоимости производственных строений в сельской местности.

## Организация сбора налога[3]
За сбор налога отвечало Министерство финансов (а внутри министерства — Департамент окладных сборов). При Департаменте было образовано Особое по промысловому налогу присутствие (из 6 должностных лиц Министерства финансов, 6 представителей других министерств, представителей Петербургских губернской земской и городской управ, 8 представителей от Биржевых комитетов и Купеческих управ). На местах налог собирали Казённые палаты (местные учреждения Министерства финансов), дела по налогу рассматривали Общие присутствия палаты с дополнительным привлечением на правах членов: представителей местного Акцизного и Горного управлений, представителей губернской земской управы и городской управы, шести представителей налогоплательщиков, из которых 4 выбирались купеческим обществом, по одному — губернской и городской земскими управами. Для рассмотрения жалоб на Общие присутствия Казенных палат создавались Губернские (или Областные) по промысловому налогу присутствия, в составе губернатора, управляющего Казенной палатой, управляющего акцизными сборами, прокурора Окружного суда, председателя Губернской земской управы, городского головы, и двух представителей налогоплательщиков, избираемых губернской и городской земскими управами. Нижнем уровнем этой сложной системы были Раскладочные по промысловому налогу присутствия, создаваемые при каждом податном участке. В состав присутствия входили податной инспектор, представитель управления акцизных сборов, горного управления (если оно было) и 6 членов от налогоплательщиков, избираемых уездными земскими и городскими управами, купеческими и биржевыми обществами.
Для выборки промысловых свидетельств налогоплательщики подавали заявления и оплачивали налог до 1 января года, за который налог уплачивался.

Предприятия, обязанные публичной отчетностью, уплачивали процентный сбор с прибыли после окончания налогового периода, в двухмесячный срок после установленного их уставами срока утверждения годового отчета.
Раскладочный сбор представлял собой многозвенную процедуру. С одной стороны, общая сумма сбора раскладывалась на губернии и области, а затем на податные участки пропорционально прибылям по данным прошлых лет; в то же время налогоплательщики до 1 апреля подавали сведения о предполагаемой прибыли, которые проходили проверку. Наконец, в пределах податного участка, сумма налога раскладывалась Раскладочным присутствием на налогоплательщиков пропорционально вмененному доходу, и им высылались окладные листы (извещения о налоге). Сроком уплаты налога было 1 октября года, за который платился налог.
Проверки торгово-промышленных заведений осуществлялись податными инспекторами (чины министерства финансов) при участии торговых депутатов, избираемых местными городскими думами. Полная налоговая проверка документов предприятия производилась только в случае отказа подавать документы или при мотивированных подозрениях в их недостоверности, и требовала особого утверждения министра финансов.
С недоимок взыскивалась пеня в размере 1 % в месяц. Собранные штрафы и недоимки составляли не более 2 % от суммы налога.

## Суммы сбора налога
С момента введения налога сборы его ежегодно росли, всегда превышая прогноз. По Государственной росписи доходов и расходов на 1899 год (первый год сбора налога) поступило 61 072 тысяч рублей, на 7 011 тысяч рублей более прогноза. В 1906 — 82 452 тысяч рублей, в 1909 — 104 201 тыс. рублей, в 1913 — 132 307 тыс. рублей, по бюджету на 1914 предполагалось собрать 145 828 тыс. рублей.

Основная тяжесть налога ложилась на торговые предприятия, промышленные предприятия уплачивали около 25 % от суммы сбора налога.